# I Speak Because I Can
I Speak Because I Can es el segundo álbum de la cantautora británica de flok Laura Marling, publicado el 22 de marzo de 2010.

## Lista de canciones
(Todas las canciones fueron compuestas por Laura Marling)
1. "Devil's Spoke" – 3:40
2. "Made by Maid" – 2:51
3. "Rambling Man" – 3:16
4. "Blackberry Stone" – 3:28
5. "Alpha Shallows" – 3:42
6. "Goodbye England (Covered in Snow)" – 3:45
7. "Hope in the Air" – 4:32
8. "What He Wrote" – 4:07
9. "Darkness Descends" – 3:40
10. "I Speak Because I Can" – 3:59
11. "Nature of Dust"" – 1:29 (iTunes bonus track)

## Personal
- Laura Marling - voz, guitarra
- Marcus Mumford - percusión
- Winston Marshall - banjo
- Ted Dwane - bajo
- Tom Hobden - viola
- Ruth De Turberville - chelo
- Pete Roe - teclado